# سفارت کوبا در واشینگتن
سفارت کوبا در واشینگتن (به انگلیسی: Embassy of Cuba) یک منطقهٔ مسکونی در ایالات متحده آمریکا است که در واشینگتن، دی.سی. واقع شده‌است.